# Zofia Mayr
Zofia Mayr (ur. 30 listopada 1927 we Lwowie, zm. 11 lipca 2014 w Gdyni) – polska aktorka teatralna.

## Życiorys
Siostra aktorki Igi Mayr. W 1949 debiutowała w reżyserowanej przez Bronisława Kassowskiego Młodej Gwardii Aleksandra Fadiejewa w Teatru Wybrzeże, z którego sceną była związana przez całe życie artystyczne. W 1981 wystąpiła w Człowieku z żelaza i była to jej jedyna rola filmowa. 
Zmarła w 2014 i została pochowana na cmentarzu Witomińskim.

## Odznaczenia
- Srebrny Krzyż Zasługi (1957);
- Złoty Krzyż Zasługi (1967).